# Фридель, Эгон
Эгон Фридель (англ. Egon Friedell, фамилия при рождении Friedmann; 21 января 1878[…], Вена — 16 марта 1938[…], Вена) — австрийский журналист, писатель

 и театральный критик; также выступал в качестве актёра, артиста кабаре и конферансье.

## Биография
Родился 21 января 1878 года в Вене и был третьим ребенком еврейского производителя шелковой ткани Морица Фридмана (Moriz Friedmann) и его жены Каролины, урожденной Эйзенбергер (Eisenberger). Мать покинула семью, когда Эгону был один год, оставив троих детей с мужем. Брак родителей был расторгнут в 1887 году. После смерти отца в 1891 году Эгон жил с тётей во Франкфурте-на-Майне.
Во Франкфурте посещал школу, считался смутьяном и был исключен из школы по причине ненадлежащего поведения через два года обучения. Затем учился в различных школах Австрии и Германии. В сентябре 1899 года с четвёртой попытки сдал экзамены в гимназии Конрада Дудена в Бад-Херсфельде. При этом уже в 1897 году поступил в качестве приглашенного студента в Берлинский университет Фридриха-Вильгельма для изучения немецкого языка, науки и философии. После окончания средней школы он переехал в Университет Рупрехта-Карла в Гейдельберге, где учился у гегелевского историка философии Куно Фишера.
В 1899 году, после юридических тяжб с родственниками, Эгон Фридель получил наследство своего отца, стал финансово независим и смог полностью посвятить себя занятиями в своих интересах, которые охватывали многие области знаний. Он переехал в квартиру в Вене на Gentzgasse, 7, где жил до конца жизни. С 1900 года Фридель изучал в Вене философию в течение девяти семестров. В этот период времени пришёл в литературный кружок, который находился в венском кафе «Централь» и вскоре стал одним из ближайших друзей Петера Альтенберга. Писал эссе для газет и журналов, таких как Schaubühne и März. В 1904 году он получил докторскую степень за диссертацию «Novalis als Philosoph», которую опубликовал под фамилией Фридель, позаимствовав её у своего друга Бруно, графа цу Кастель-Рюденхаузена (Bruno, Graf zu Castell-Rüdenhausen, 1877—1923).

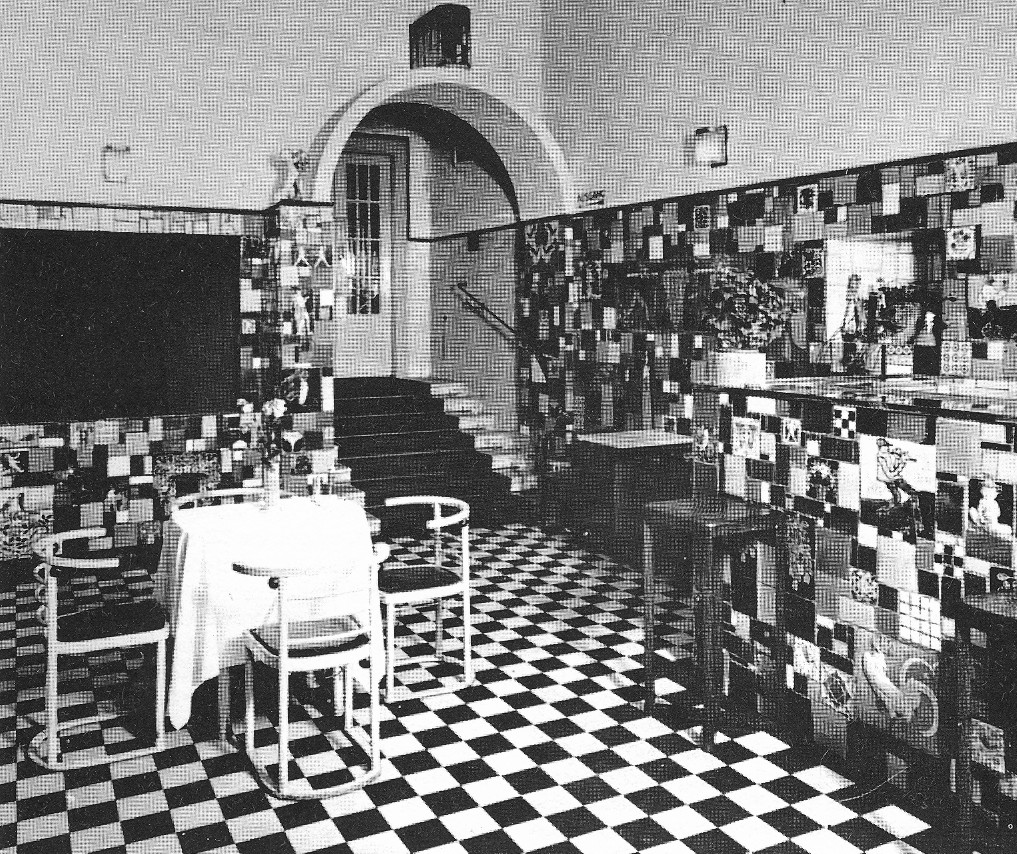
Холл кабаре «Fledermaus»

С 1906 года Эгон Фридель выступал в качестве артиста кабаре и конферансье в заведениях «Nachtlicht», «Hölle» и «Fledermaus». В кабаре «Fledermaus», названного в честь оперетты Иоганна Штрауса, он был художественным руководителем с 1908 по 1910 год. В это же время продолжал публиковать очерки и одноактные пьесы. В 1910 году издатель Самуэль Фишер поручил Фриделю написать биографию Петера Альтенберга. Труд Фриделя, опубликованный в 1912 году, не стал коммерчески успешен, но послужила началом его интереса к истории культуры.

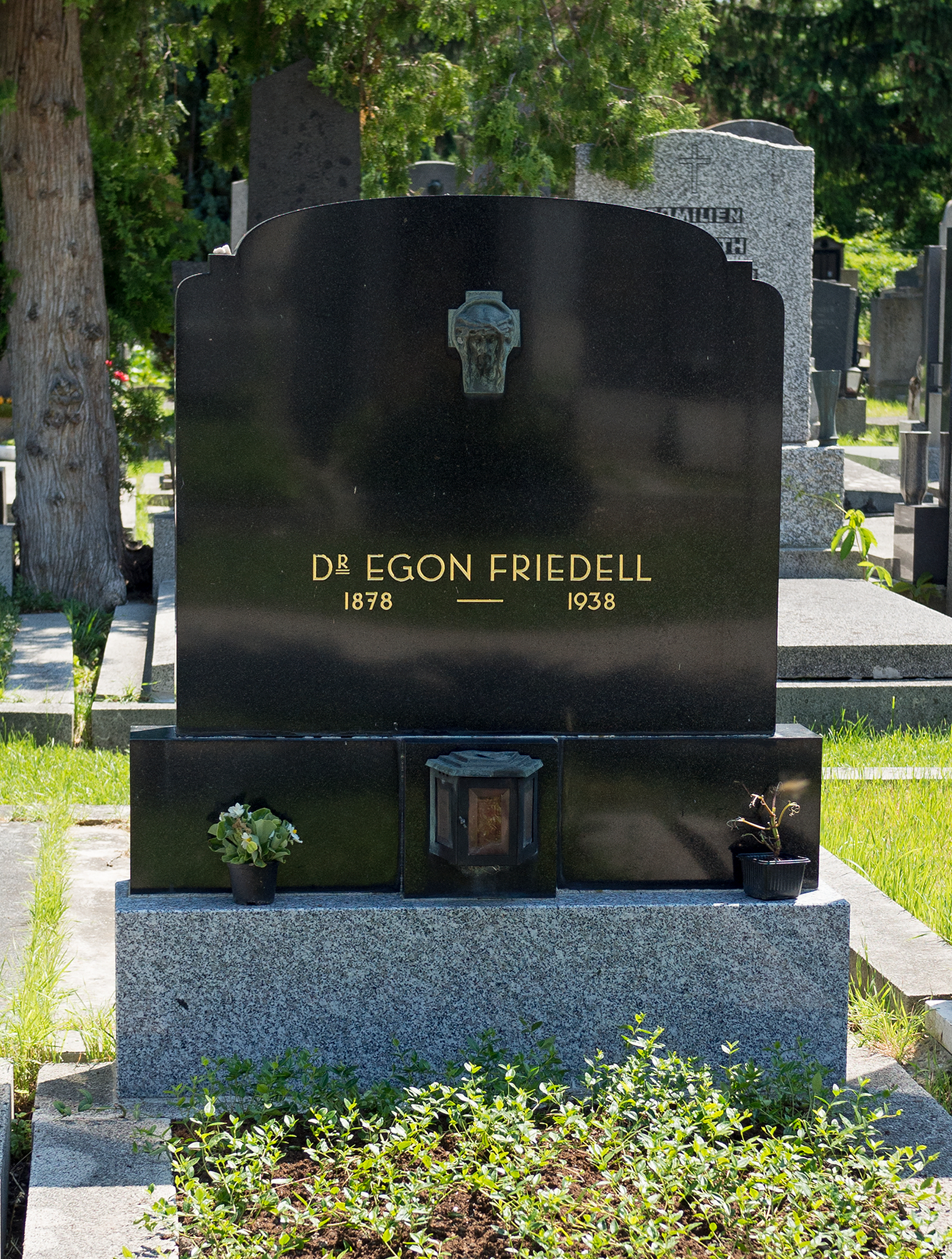
Могила на венском Центральном кладбище

Как актер Эгон Фридель впервые появился в 1905 году в организованном Карлом Краусом и поставленном Франком Ведекиндом частном спектакле «Büchse der Pandora» . Вместе с журналистом Феликсом Фишером он основал в 1910 году «Intime Theater», в 1912 году выступал в кабаре в Берлине, а в 1913 году работал короткое время актером у режиссёра Макса Рейнхардта.
С 1914 года у Фриделя всё больше стали заметны проблемы с алкоголем и лишним весом, поэтому он был вынужден пройти курс лечения в санатории под Мюнхеном. С началом Первой мировой войны он опубликовал шовинистические труды против противников войны и вызвался добровольцем на фронт, но ему было отказано по состоянию здоровья. После окончания войны его наследственное состояние стало жертвой инфляции. С 1919 по 1924 год Фридель работал журналистом и театральным критиком в различных журналах и газетах, включая Neue Wiener Journal. Он также работал в качестве драматического советника, театрального режиссера и актера у Макса Рейнхардта в Немецком театре в Берлине и в Бургтеатре в Вене.
С 1927 года из-за проблем со здоровьем он не имел постоянную работу; трудился как эссеист, независимый писатель и переводчик, главным образом по истории культуры современности. После захвата власти нацистов в Германии немецкие и австрийские издатели отказались от публикации работ Фриделя, который нелестно отзывался о гитлеровском режиме. В конце 1937 года его труды были конфискованы национал-социалистическим режимом на том основании, что они не соответствовали историческому образу НСДАП. В феврале 1938 года в Германии была окончательно запрещено культурное наследие Эгона Фриделя.
Покончил жизнь самоубийством 16 марта 1938 года, выпрыгнув из окна собственного дома, когда его пришли арестовывать штурмовики из СА. Был похоронен на Центральном кладбище города. В 2005 году его могила была причислена к «Почётным могилам» кладбища.
В 1954 году в его честь была названа улица Egon-Friedell-Gasse в венском районе Флоридсдорф. В 1978 году по случаю его 100-летия в Австрии была выпущена почтовая марка.